# Turkestanska ASSR
Turkestanska autonoma socialistiska sovjetrepubliken var en delrepublik i Ryska SSR från den 30 april 1918 till den 27 oktober 1924. Republiken skapades utifrån det tsarryska krajet Turkestan. Dess huvudstad var Tasjkent. Republiken hade en befolkning på runt 5 miljoner invånare. 
År 1924 splittrades den i fem delar, varav två blev nya delrepubliker i Sovjetunionen och de övriga autonoma områden: Turkmenska SSR (nuvarande Turkmenistan), Uzbekiska SSR (nuvarande Uzbekistan), Tadzjikiska ASSR (Tadzjikiska SSR från 5 december 1929; nuvarande Tadzjikistan) inom Uzbekiska SSR, Kara-Kirghiziska autonoma oblastet (nuvarande Kirgizistan) inom Ryska SSR och Karakalpakiska autonoma oblastet (nuvarande Karakalpakstan) inom Uzbekiska SSR. 